# Județul Ialomița
Ialomița este un județ în regiunea Muntenia din România. Reședința județului este municipiul Slobozia.

## Numele
Numele județului provine de la râul Ialomița, care străbate regiunea, având la origine hidronimul slav comun *Ilavǐnika ‘lutoasa’ < ilǔ ‘lut’, cu cea mai veche atestare în secolul al VII-lea, la cronicarul Theofilact din Simocatta.

## Demografie

### Evoluția Populației
Conform recensământului din 2021, populația județului Ialomița se ridică la 250.816 de locuitori, în scădere față de cel din 2011, când fuseseră înregistrați 258.669 de locuitori. Județul este într-o scădere demografică din ani 1990, pierzând 50.000 de locuitori în 30 de ani. Evoluția populației d-ea lungul timpului arată așa:
- 1948: |||||||||||||||||||||||| 244.750 locuitori
- 1956: ||||||||||||||||||||||||||| 274.665 locuitori
- 1966: ||||||||||||||||||||||||||||| 291.373 locuitori
- 1977: ||||||||||||||||||||||||||||| 295.965 locuitori
- 1992: |||||||||||||||||||||||||||||| 304.008 locuitori
- 2002: ||||||||||||||||||||||||||||| 296.752 locuitori
- 2011: ||||||||||||||||||||||| 258.669 locuitori
- 2021: ||||||||||||||||||||||| 250.816 locuitori

### Etnia populației
Conform recensământului din 2021, județul Ialomița are următoarea compoziție etnică:
•Români: 81,69% (204.890 loc.)
•Romi: 6,40% (16.063 loc.)
•aparență etnică necunoscută: 11,66% (29.224 loc.)
•Altă etnie: 0,1% (356 loc.)

## Economie
Cel mai mare domeniu din economia județului este agricultura, fiindcă terenul este jos și foarte arabil(79%)
Industria este concentrată în municipiul și reședința de județ Slobozia.
Industriile predominante sunt:
•Industria alimentară
•Industria textilă
•Industria componentelor mecanice
Transport: Ialomița se află pe drumul rutier european E60, care traversează București,Constanța,Ploiești,Brașov și Oradea, parte din rețeaua pan-europeană de transport.
Autostrada soarelui(A2), care traversează București și Constanța, trece prin județ.
Județul are o rețea feroviară de 276 de km, în cea mai mare parte electrică, face legătura cu rețeaua din centrul, estul, sudul României.
Dunărea traversează județul care prezintă canale. 
Există un grad ridicat de acoperire cu rețea de telecomunicații moderne, eficiente acoperitoare ca arie și calitate. Este legat cu o rețea internațională și națională de telecomunicații.
În general, județul este într-o constantă dezvoltare pozitivă. 

## Geografie
Județul se întinde pe o suprafață de 4,453 de km pătrați (locul 35 din țară). Este situat pe Câmpia Bărăganului, zona este joasă și plană traversată de râuri mici, sunt văi mici dar adânci.
Granița de est cu județul Constanța este formată de Dunăre. Râul Ialomița, traversează județul din vest până în est, prin mijloc. Dunărea se împarte în zona iazului Ialomița în brațul vechi și în brațul Borcea.
Până în 1940 (în zona de vest) și până în 1967 (în zona de est), specia de pasăre Dropia se găsea aici. Mari populații din această pasăre sau stabilit în județ, dar specia a dispărut din cauza vânatului excesiv și distrugerea mediului lor de expansiunea satelor.

## Turism
Cea mai populară destinație turistică este orașul Slobozia, destinații turistice din județ sunt:
•Complexul arheologic „Piscul Crăsani”
•Ruinele cetății geto-dacice Helis
•Lacul Amara
•Muzeul agriculturii din Slobozia
•Biserica de lemn „Sfântul Nicolae”
•Casa memorială Ionel Perlea
•Conacul Marghiloman
•Biserica „Sfântul Nicolae” din Hagiești
•Mănăstirea de la Balaciu
•Mănăstirea „Sfinții Voievozi” din Slobozia

## Diviziuni administrative
Județul este format din 66 unități administrativ-teritoriale: 3 municipii, 4 orașe și 59 de comune.
Lista de mai jos conține unitățile administrativ-teritoriale din județul Ialomița.
| Stemă              | Nume                | Tip de localitate            | Populație          | Imagine            |
| Municipii și orașe | Municipii și orașe  | Municipii și orașe           | Municipii și orașe | Municipii și orașe |
| ------------------ | ------------------- | ---------------------------- | ------------------ | ------------------ |
|                    | Fetești             | municipiu                    | 30.217             |                    |
|                    | Slobozia            | municipiu reședință de județ | 45.891             |                    |
|                    | Urziceni            | municipiu                    | 15.308             |                    |
|                    | Amara               | oraș                         | 7.345              |                    |
|                    | Căzănești           | oraș                         | 3.271              |                    |
|                    | Fierbinți-Târg      | oraș                         | 4.969              |                    |
|                    | Țăndărei            | oraș                         | 13.219             |                    |
| Comune             |                     |                              |                    |                    |
|                    | Adâncata            | comună                       | 2.723              |                    |
|                    | Albești             | comună                       | 1.288              |                    |
|                    | Alexeni             | comună                       | 2.410              |                    |
|                    | Andrășești          | comună                       | 2.212              |                    |
|                    | Armășești           | comună                       | 2.368              |                    |
|                    | Axintele            | comună                       | 2.657              |                    |
|                    | Balaciu             | comună                       | 1.860              |                    |
|                    | Bordușani           | comună                       | 4.786              |                    |
|                    | Borănești           | comună                       | 2.454              |                    |
|                    | Bucu                | comună                       | 2.323              |                    |
|                    | Buești              | comună                       | 1.074              |                    |
|                    | Bărbulești          | comună                       | 5.902              |                    |
|                    | Bărcănești          | comună                       | 3.895              |                    |
|                    | Ciochina            | comună                       | 3.217              |                    |
|                    | Ciocârlia           | comună                       | 806                |                    |
|                    | Ciulnița            | comună                       | 2.400              |                    |
|                    | Cocora              | comună                       | 2.058              |                    |
|                    | Colelia             | comună                       | 1.212              |                    |
|                    | Cosâmbești          | comună                       | 1.902              |                    |
|                    | Coșereni            | comună                       | 4.570              |                    |
|                    | Dridu               | comună                       | 3.551              |                    |
|                    | Drăgoești           | comună                       | 1.082              |                    |
|                    | Făcăeni             | comună                       | 5.438              |                    |
|                    | Gheorghe Doja       | comună                       | 2.555              |                    |
|                    | Gheorghe Lazăr      | comună                       | 2.319              |                    |
|                    | Giurgeni            | comună                       | 1.507              |                    |
|                    | Grindu              | comună                       | 2.209              |                    |
|                    | Grivița             | comună                       | 3.379              |                    |
|                    | Gura Ialomiței      | comună                       | 2.660              |                    |
|                    | Gârbovi             | comună                       | 3.958              |                    |
|                    | Ion Roată           | comună                       | 3.752              |                    |
|                    | Jilavele            | comună                       | 3.538              |                    |
|                    | Maia                | comună                       | 1.847              |                    |
|                    | Manasia             | comună                       | 4.405              |                    |
|                    | Mihail Kogălniceanu | comună                       | 3.000              |                    |
|                    | Miloșești           | comună                       | 2.735              |                    |
|                    | Moldoveni           | comună                       | 1.247              |                    |
|                    | Movila              | comună                       | 1.842              |                    |
|                    | Movilița            | comună                       | 2.759              |                    |
|                    | Munteni-Buzău       | comună                       | 3.428              |                    |
|                    | Mărculești          | comună                       | 1.505              |                    |
|                    | Ograda              | comună                       | 2.803              |                    |
|                    | Perieți             | comună                       | 3.586              |                    |
|                    | Platonești          | comună                       | 1.798              |                    |
|                    | Reviga              | comună                       | 2.742              |                    |
|                    | Roșiori             | comună                       | 2.174              |                    |
|                    | Rădulești           | comună                       | 1.358              |                    |
|                    | Scânteia            | comună                       | 3.851              |                    |
|                    | Sfântu Gheorghe     | comună                       | 2.038              |                    |
|                    | Sinești             | comună                       | 2.972              |                    |
|                    | Stelnica            | comună                       | 1.774              |                    |
|                    | Sudiți              | comună                       | 2.026              |                    |
|                    | Sălcioara           | comună                       | 2.336              |                    |
|                    | Sărățeni            | comună                       | 1.290              |                    |
|                    | Săveni              | comună                       | 3.276              |                    |
|                    | Traian              | comună                       | 3.168              |                    |
|                    | Valea Ciorii        | comună                       | 1.855              |                    |
|                    | Valea Măcrișului    | comună                       | 1.892              |                    |
|                    | Vlădeni             | comună                       | 2.156              |                    |

## Administrație
Județul Ialomița este administrat de un consiliu județean format din 30 consilieri. În urma alegerilor locale din 2024, consiliul este prezidat de Marian Pavel de la PSD, iar componența politică a Consiliului este următoarea:
|  | Partid                          | Consilieri | Componența Consiliului | Componența Consiliului | Componența Consiliului | Componența Consiliului | Componența Consiliului | Componența Consiliului | Componența Consiliului | Componența Consiliului | Componența Consiliului | Componența Consiliului | Componența Consiliului | Componența Consiliului | Componența Consiliului | Componența Consiliului | Componența Consiliului | Componența Consiliului | Componența Consiliului |
|  | ------------------------------- | ---------- | ---------------------- | ---------------------- | ---------------------- | ---------------------- | ---------------------- | ---------------------- | ---------------------- | ---------------------- | ---------------------- | ---------------------- | ---------------------- | ---------------------- | ---------------------- | ---------------------- | ---------------------- | ---------------------- | ---------------------- |
|  | Partidul Social Democrat        | 17         |                        |                        |                        |                        |                        |                        |                        |                        |                        |                        |                        |                        |                        |                        |                        |                        |                        |
|  | Partidul Național Liberal       | 8          |                        |                        |                        |                        |                        |                        |                        |                        |                        |                        |                        |                        |                        |                        |                        |                        |                        |
|  | Alianța pentru Unirea Românilor | 5          |                        |                        |                        |                        |                        |                        |                        |                        |                        |                        |                        |                        |                        |                        |                        |                        |                        |

## Populația
Ialomița - evoluția demografică

|  | Graficele sunt indisponibile din cauza unor probleme tehnice. Mai multe informații se găsesc la Phabricator și la wiki-ul MediaWiki. |

Date: Recensăminte sau birourile de statistică - grafică realizată de Wikipedia